# Niedźwiedź Dreptak i jego wnuczek
Niedźwiedź Dreptak i jego wnuczek (ros. Дедушка и внучек, Dieduszka i wnuczek) – radziecki krótkometrażowy film animowany z 1950 roku w reżyserii Aleksandra Iwanowa.

## Fabuła
Zajączek, Lisek i Wiewiórka próbują obudzić małego Misia, który zapadł w sen zimowy. Chcą, żeby ich przyjaciel poszedł z nimi na łyżwy. W końcu udaje im się osiągnąć cel. Niestety w trakcie nauki jazdy figurowej Misiu jest ciągle senny. Zajączek dzielnie pomaga towarzyszowi. Na lodowisko przybywa dziadek Dreptak po swojego wnuczka. Czeka go miła niespodzianka. Potężny misiek zostaje mistrzem jazdy figurowej na lodzie.

## Animatorzy
Wiaczesław Kotionoczkin, Boris Diożkin, Jelizawieta Komowa, Dmitrij Biełow, Faina Jepifanowa, Giennadij Filippow, Władimir Danilewicz

## Wersja polska
Seria: Bajki rosyjskie (odc. 17)
W wersji polskiej udział wzięli:
- Beata Jankowska
- Monika Wierzbicka
- Ryszard Olesiński
- Krzysztof Strużycki
- Włodzimierz Press

I inni
Realizacja:
- Reżyseria: Stanisław Pieniak
- Dialogi: Stanisława Dziedziczak
- Teksty piosenek i wierszy: Andrzej Brzeski
- Opracowanie muzyczne: Janusz Tylman, Eugeniusz Majchrzak
- Dźwięk: Robert Mościcki, Jerzy Rogowiec
- Montaż: Elżbieta Joël Dorota Sztandera, Przemysław Nowak
- Kierownictwo produkcji: Ala Siejko
- Opracowanie: Telewizyjne Studia Dźwięku – Warszawa
- Lektor: Krzysztof Strużycki